# Achaearanea ryukyu
Achaearanea ryukyu är en spindelart som beskrevs av Yoshida 2000. Achaearanea ryukyu ingår i släktet Achaearanea och familjen klotspindlar. Inga underarter finns listade i Catalogue of Life.